# مارکو گالیاتزو
مارکو گالیاتزو (ایتالیایی: Marco Galiazzo؛ زادهٔ ۷ مهٔ ۱۹۸۳) کماندار اهل ایتالیا است.
از افتخارات وی میتوان به کسب دو مدال طلا و یک نقره در بازی‌های المپیک تابستانی اشاره کرد.